# Sing-Akademie zu Berlin

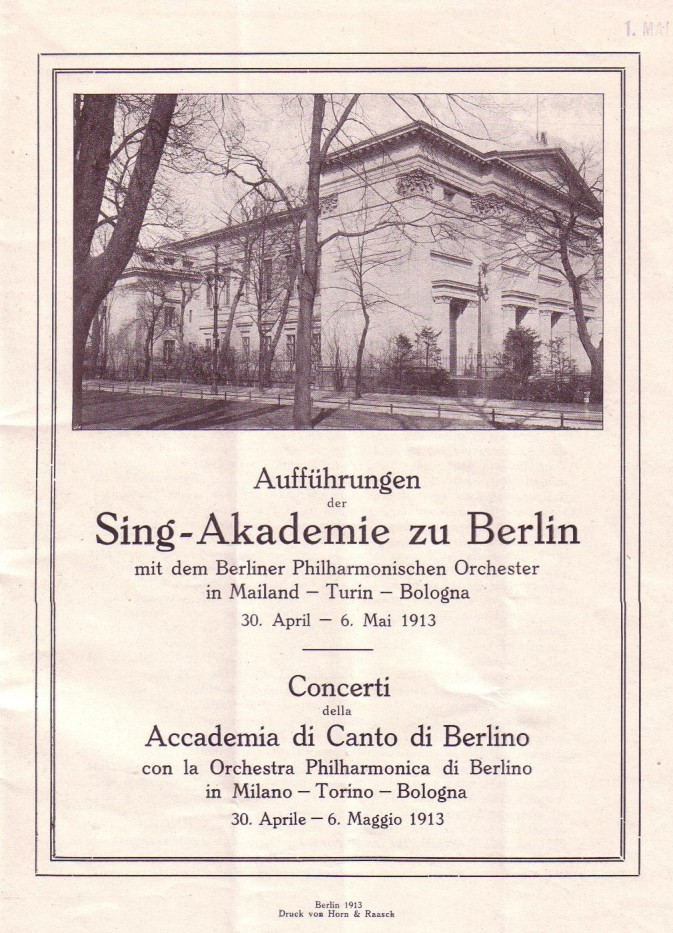
Gira de conciertos por Italia (Milán-Turín-Bolonia) con la Filarmónica de Berlín, 1913: Portada del programa de 44 páginas.

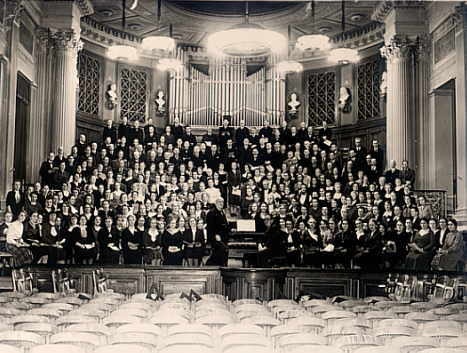
La Sing-Akademie con el director Georg Schumann en la Haus a. m. Festungsgraben detrás de la Neue Wache (1940).

La Sing-Akademie zu Berlin o Academia de Canto de Berlín, también conocida como Berliner Singakademie, es una sociedad musical (originalmente coral) fundada en Berlín en 1791 por Carl Friedrich Christian Fasch, clavecinista y compositor de la corte de Prusia, siguiendo el modelo de la Academy of Ancient Music, fundada en Londres en 1726.

## Historia de sus inicios
Los orígenes de la Akademie son difíciles de rastrear porque el grupo se concibió inicialmente como una reunión privada de amantes de la música y solo más tarde se convirtió en una institución pública. Surgió de un pequeño círculo de cantantes que se reunían periódicamente en la casa de campo del consejero privado Milow. Sus reuniones semanales podrían parecerse a las de los entonces populares singethees. Carl Friedrich Zelter describe sus reuniones como más bien informales: 'Reunidos por la noche, bebían té, hablaban y se entretenían, y el tema de discusión era secundario'. La cantante Charlotte Caroline Wilhelmine Bachmann fue uno de sus miembros fundadores.
Hasta principios del siglo XIX, la mayoría de sus conciertos y óperas estaban relacionadas con compositores vivos. Fasch encargó a la Akademie que reviviera la música del pasado, además de interpretar la del presente. De hecho, su primer concierto fue la misa de 16 partes compuesta por el propio Fasch. Se interpretó regularmente música de Johann Sebastian Bach y otros compositores anteriores. Fasch había sido alumno del hijo de Johann, Carl Philipp Emanuel Bach, que le inculcó la devoción por Bach, lo que ha sido una característica constante de la Akademie. En el momento de la muerte de Fasch, el 3 de agosto de 1800, la Akademie tenía alrededor de 100 miembros y había recibido muchos visitantes importantes deseosos de experimentar su sonido único, incluido Beethoven, que la visitó en junio de 1796.
Después de la muerte de Fasch, su alumno Carl Friedrich Zelter le sucedió, continuando con las ambiciones y objetivos de su maestro. En 1807 fundó una orquesta propia para acompañar al coro inicial y en 1808 fundó un coro de voces masculinas ('Liedertafel'), que se convirtió en un modelo para coros similares que florecieron a principios del siglo XIX y se dedicaron a la música nacional alemana.
Los miembros de la Akademie provenían originalmente del ambiente burgués de alto nivel económico de Berlín. Desde los primeros días también incluyeron miembros de algunas de las familias judías más ricas de Berlín, incluida la familia Itzig y los descendientes de Moses Mendelssohn. Estas familias tuvieron una influencia significativa en la historia de la Akademie. El hijo de Moses, Abraham, se unió a la Akademie en 1793 y la nieta de Itzig, Lea Salomon, en 1796. Se casaron y sus hijos, Felix y Fanny, fueron miembros destacados de la Akademie en la década de 1820.

## Biblioteca
La hija de Itzig (y por lo tanto, la tía abuela de Félix) Sarah Levy (1761-1854), fue una excelente clavecinista que había sido alumna de Wilhelm Friedemann Bach, que daba conciertos de música de Bach y otros compositores en la Akademie y en la 'Ripienschule' de Zelter en el período de 1806-1815. Su gran colección de manuscritos de música de la familia Bach, junto con muchos otros adquiridos por Abraham Mendelssohn a la viuda de C. P. E. Bach, quedó en manos de la Akademie. Zelter también tenía una excelente colección de manuscritos de J. S. Bach y la familia Bach que donó a la Akademie. Con estos legados, la Akademie reunió una de las mejores colecciones de Bach del mundo. La colección fue saqueada por el Ejército Rojo en 1945 y escondida en el Conservatorio de Kiev, pero fue devuelta a Alemania tras su redescubrimiento en el año 2000. Hoy en día, la colección se encuentra temporalmente en la Biblioteca Estatal de Berlín.

## Historia posterior
El éxito de la Akademie alentó la fundación de una sede nueva y permanente. Se estableció en 1827 en Unter den Linden y se convirtió en una importante sala de conciertos de Berlín, en la que muchos músicos famosos iban a dar conciertos, incluidos Paganini, Schumann y Brahms. El 11 de marzo de 1829, Felix Mendelssohn, de 20 años, que también fue alumno de Zelter, dirigió aquí su famosa reposición de la Pasión según San Mateo de Bach, un hito importante en el restablecimiento de la reputación de su compositor como padre fundador de las tradiciones de la música europea. 
En 1832, tras la muerte de Zelter, Mendelssohn tenía algunas esperanzas de sucederle, pero finalmente el puesto recayó en Carl Friedrich Rungenhagen (1778-1851), más mayor y mediocre, pero 'seguro'. Los directores posteriores de la Akademie fueron:
- August Eduard Grell (1853–76)
- Martin Traugott Blumner (1876–1900)
- Georg Schumann (1900–50)
- Mathieu Lange (1950–73)
- Hans Hilsdorf (1973–99)
- Joshard Daus (2002–06)
- Kai-Uwe Jirka (2006–actualidad)

Después de la separación entre Berlín oriental y occidental, fue fundada la Berliner Singakademie en 1963 en el Berlín oriental. Esta otra Berliner Singakademie es el coro de oratorios más importante del actual Berlín.